# Kevin Kampl
Kevin Kampl (Solingen, 1990. október 9. –) német születésű szlovén labdarúgó, a német első osztályban szereplő RB Leipzig és a szlovén válogatott játékosa.

## Pályafutása
Karrierjét ifjúsági szinten a VfB Solingen és a Bayer Leverkusen csapataiban töltötte, majd 2009-ben a második csapat játékosa lett. Három szezon alatt 36 bajnokin 5 gólt szerzett, majd a felnőtt keret tagja is lett, de tétmérkőzésen nem lépett pályára. 2010-ben félévre kölcsönbe került a SpVgg Greuther Fürth csapatába, ahol a Erzgebirge Aue ellen debütált a Bundesliga 2-ben. A második csapatban is pályára lépett 7 alkalommal. A kölcsön szerződés lejárta után visszatért a Leverkusen csapatába, ahol a tartalékok közt kapott szerepet ismét. 2011. február 24-én az Európa-ligában a kispadon kapott helyet a FK Metaliszt Harkiv elleni mérkőzésen, majd csereként debütált a felnőtt csapatban.

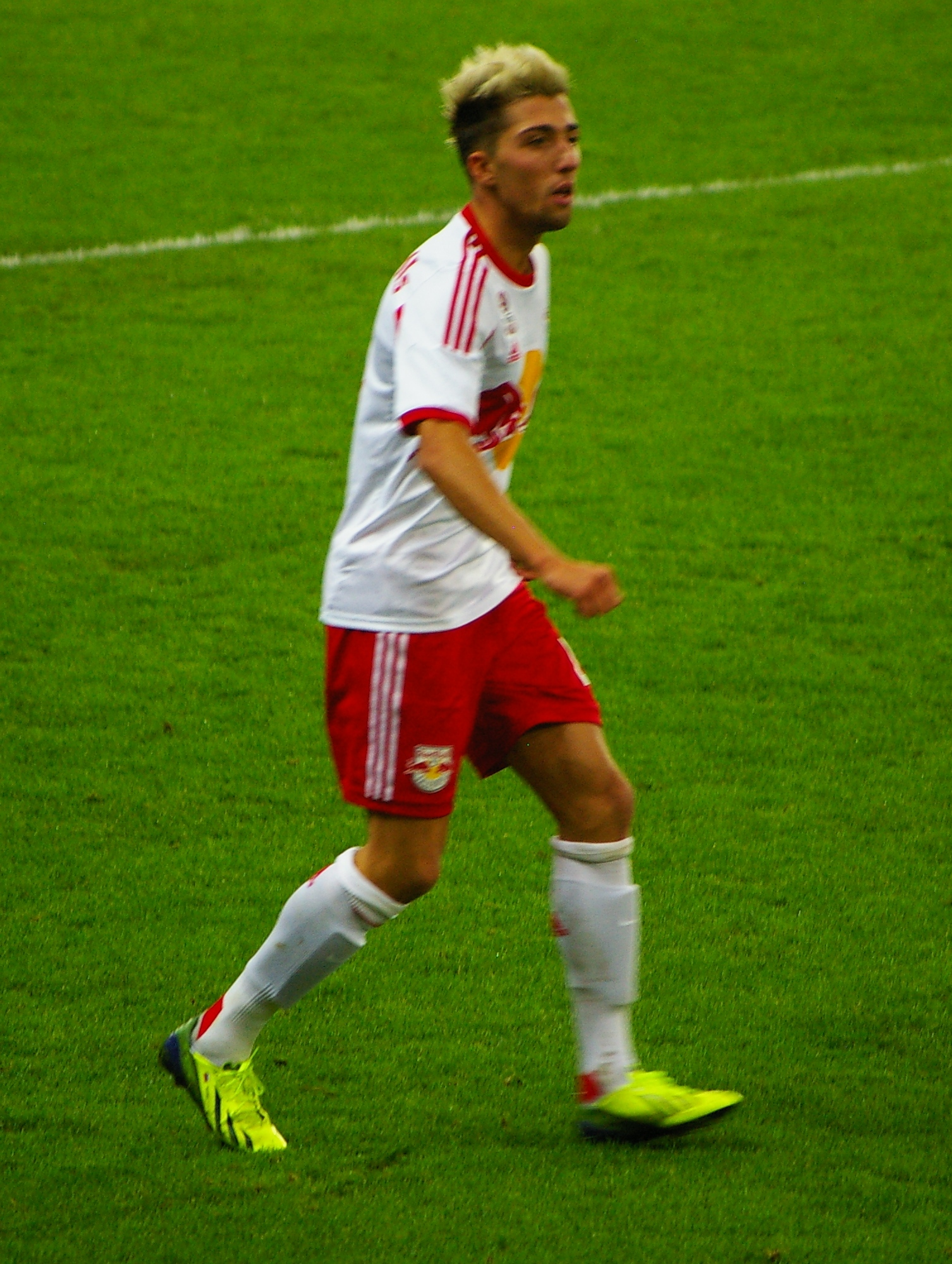
Kampl (2013)

2011 nyarán a VfL Osnabrück csapatába igazolt egy szezonra. 36 tétmérkőzésen 2 gólt szerzett a klubban, majd tovább állt. Következő állomása a VfR Aalen volt, ahova 4 évre írt alá. 3 bajnokin 2 gólt szerzett a csapatban, ezzel felkeltette az osztrák Red Bull Salzburg figyelmét, az osztrák csapat 3 millió euróért kivásárolta szerződéséből Kamplt. Miután csatlakozott az együtteshez rögtön alapember lett a csapatban. Két és fél szezont töltött a klubban és egyszeres Osztrák Bundesliga bajnoknak és egyszeres Osztrák kupa győztesként hagyta el a klubot 2015 januárjában. 74 bajnoki mérkőzésen 18 gólt szerzett, a kupában 12 mérkőzésen 4 gól került a neve mellé. Nemzetközi szinten is sok tapasztalatot szerzett, 23 mérkőzésen szerzett 7 gólt és 13 gólpasszt osztott ki csapattársainak. 2014. december 22-én bejelentették, hogy 2015 januárjától a Borussia Dortmund játékosa lesz 5 évre és 12 millió eurós átigazolási díjat fizetett érte új klubja.

Első Bundesliga mérkőzését a Dortmund színeiben nevelőegyesülete, a Bayer Leverkusen ellen játszotta. Agilis, futógép stílusa ellenére nem sikerült beverekednie magát a kezdőcsapatba, Jürgen Klopp általában csak csereként számított rá. 2015 márciusában debütált a Bajnokok ligájában, a Juventus elleni nyolcaddöntőn. Áprilisban a Bayern München elleni német kupa elődöntőn két sárga lappal kiállították, így a lelátóról nézhette végig, ahogy a sárgák alulmaradnak a döntőben a Wolfsburggal szemben.

Miután a nyáron érkező új tréner, Thomas Tuchel sem számított rá, elfogadta a Bayer Leverkusen ajánlatát. A gyógyszergyáriak már korábban is vissza akarták szerezni, végül 11 millió eurós kivásárlási árról egyeztek meg a Dortmunddal. Régi-új csapatában szinte azonnal a kezdőcsapatban találta magát, a Bayer középpályájának kihagyhatatlan része lett. Szeptemberben megszerezte első bajnoki gólját a Werder Bremen ellen, majd októberben káprázatos csavarással talált be az AS Roma elleni őrült, 4-4-gyel végződő BL-mérkőzésen. Februárban szárkapocscsont törést szenvedett, de meglepetésre már április közepén vissza tudott térni a pályára. A Frankfurt elleni visszatérő mérkőzésén a cserepadról beszállva első labdaérintéséből gólt szerzett. A rangos német sportújság, a Kicker osztályzatai alapján az idény 18. legjobb futballistája és Xabi Alonso után a 2. legjobb középső középpályása lett.
2017. augusztus 31-én az RB Leipzig bejelentette, hogy megvásárolta Kevin játékjogát a Bayer Leverkusentől. Naby Keïta után a klub második legdrágább igazolása a 20 millió eurós vételárával. Szeptember 8-án a Hamburger SV ellen debütált a bajnokságban, a 69. percben váltotta Brumát és 6 perccel később gólpasszt adott Timo Wernernek. Öt nappal később a bajnokok ligájában is bemutatkozhatott a francia AS Monaco ellen, a 63. percben Emil Forsberg helyére érkezett a pályára. A mérkőzés 1–1-s döntetlennel ért végett. December 9-én a Mainz ellen első gólját is megszerezte a bajnokságban a 39. percben.
2018. július 26-án megszerezte a 2018–19-es szezonbeli első gólját a svéd BK Häcken elleni Európa-liga 2. selejtezőkörének első mérkőzésén. Szeptember 20-án Kampl először volt a Leipzig csapatkapitánya az Európa-ligában a korábbi klubja, a Salzburg ellen. Tagja volt annak a lipcsei csapatnak, amely 2019 és 2023 között öt év alatt négyszer is bejutott a Német Kupa döntőjébe, majd 2022-ben és 2023-ban is a magasba emelhette a trófeát. Willi Orbán, Lukas Klostermann, Emil Forsberg, Konrad Laimer, Amadou Haidara és Marcel Halstenberg mellett ő volt az egyik annak a hét játékosnak, akik mind a négy klubdöntőben szerepeltek. 2023. október 19-én 2026 júniusáig meghosszabbította szerződését a klubbal.

## Válogatott
2009 és 2012 között a szlovén U21-es labdarúgó-válogatott tagja volt. 2012. október 12-én a ciprusi labdarúgó-válogatott ellen debütált a nemzeti csapatban. 2013. szeptember 6-án az albán labdarúgó-válogatott ellen szerezte meg első gólját a felnőtt válogatottban. Személyes okok miatt vonult vissza a válogatottól 2018 végén.

### Válogatott góljai
| #  | Időpont             | Helyszín                              | Ellenfél   | Gólok | Eredmény | Kiírás               |
| -- | ------------------- | ------------------------------------- | ---------- | ----- | -------- | -------------------- |
| 1. | 2013. szeptember 6. | Stožice Stadion, Ljubljana, Szlovénia | Albánia    | 1 - 0 | 1-0      | 2014-es vb-selejtező |
| 2. | 2015. március 27.   | Stožice Stadion, Ljubljana, Szlovénia | San Marino | 2 - 0 | 6-0      | 2016-os Eb-selejtező |

## Magánélete
Kempl szülei az Jugoszláviából, Maribor városából emigráltak Németországba. Solingen városában telepedtek le és autókereskedőként dolgoztak.  Testvére Denis Kampl egykori alacsonyabb osztályban szereplő labdarúgó.

## Sikerei, díjai
- Red Bull Salzburg:
  - Osztrák Bundesliga: 2013–14
  - Osztrák kupa: 2014

- RB Leipzig
  -  Német kupagyőztes (2): 2021–22, 2022–23